# Extrapolítica
La extrapolítica o política transhumanista es un conjunto de ideologías políticas que además de proyectar un cambio en la sociedad apelan a la mejora del hombre como rol activo del Estado. El origen de la palabra extrapolítica proviene de la adición del prefijo extra (fuera de) a la palabra política para diferenciar las propuestas políticas transhumanistas de las bioconservadoras o tradicionales, como una alusión al deseo transhumanista de superar los límites humanos y por ende políticos.

## Transhumanismo Democrático
Aprueban la mejora humana como un rol del Estado que debe ser asumido para evitar escenarios catastróficos en donde la mejora tecnológica quede reducida a un reducido grupo humano o élite. Se basa en la libertad de elección individual, la libertad morfológica y el acceso libre a las tecnologías de mejora para todo ciudadano.
Dirigido por Nick Bostrom y Julian Savulescu, con apoyo de James Hughes, la Asociación Transhumanista Internacional (World Transhumanist Association - WTA) es una agrupación que promueve y difunde el transhumanismo democrático a través de escritos de carácter políticos, éticos y científicos. Esta agrupación promueve la mejora humana a través de la ingeniería genética y ampara el desarrollo de la súperinteligencia artificial.

## Transhumanismo Libertario
El transhumanismo libertario o simplemente transhumanismo es una corriente individualista que se opone a la inclusión del Estado en el proceso de transhumanizción. Fomenta el libre mercado y arguye que la intromisión del Estado limitaría la acción y disposición de elección del hombre. Alguna vez lo propuso el extropianismo y su enfoque anarco capitalista

## Retropolítica
La retropolítica es cualquier práctica extrapolítica que agregue a alguna de las cuatro teorías políticas clásicas (liberalismos, socialismos, nacionalismos o conservadurismos) la visión transhumanista o adecue el transhumanismo únicamente a los valores de la ideología escogida.
El prometeísmo fue una de las expresiones retropolíticas vigentes en los años 2000. Considerada como transhumanismo Fascista por el sociólogo transhumanista James Hughes debido a su apego a ideas nazis, el prometeismo apuntaba a la mejora tecnológica obligatoria del individuo humano, así como a su selección racial a partir de mecanismos contrarios a la democracia, la igualdad y lo políticamente correcto.

## Críticas
Los neo-luditas (ludismo) o bioconservadores son los nombres que reciben los movimientos o agrupaciones que se oponen al uso de tecnologías para la mejora humana. En el 2001 los extropianistas, bajo el mando de Natasha Vita-More, crearon un comité de acción político Progress Action Coalition (Pro-Act) para hacer frente al avance político bioconservador.